# Chevrolet Monza (Vereinigte Staaten)
Der Chevrolet Monza war ein von 1974 bis 1980 gebauter Personenkraftwagen der zum US-amerikanischen Automobilhersteller General Motors (GM) gehörenden Automobilmarke Chevrolet. Die Bezeichnung Chevrolet Monza griff auf den Namen des Chevrolet Corvair Monza zurück, der in den frühen sechziger Jahren das Konzept des sportlichen Kompaktwagens in den USA popularisierte und als einer der Vorläufer des Pony Cars gelten kann, einer Fahrzeugklasse von kompakten Sportcoupés, deren erster und lange führender Vertreter der Ford Mustang war.
Er basiert auf dem Chevrolet Vega und teilte sich mit diesem den Radstand, die Breite und den Standard-Vierzylinder-Reihenmotor, war aber 4 in (102 mm) länger und 90 kg schwerer. 
Schwestermodelle des Chevrolet Monza waren der Buick Skyhawk, der Oldsmobile Starfire und der Pontiac Sunbird im Zeitraum von 1974 bis 1980.

## Modelljahre

### 1975
Die Einführung des Monza erfolgte als dreitüriges Schrägheck-Sportcoupé (Monza 2+2) mit Hinterradantrieb, großer Heckklappe und vier Sitzplätzen im September 1974. Die Modellreihe als Serie R startet mit dem Monza S als Basis sowie dem Monza 2+2. Im April 1975 erfolgte die Einführung des Stufenheck-Coupés mit der Modellbezeichnung Towne Coupe als Serie M mit konventioneller Frontpartie. 
Die Dachlinie der Karosserie des Monza 2+2 erinnerte an den Ferrari 365 GTC/4, insgesamt gab sich die Linienführung recht europäisch, bis hin zur angeschrägten Front (aus Polyurethan) nach Art des zur gleichen Zeit von der GM-Konzerntochter Opel gebauten Manta B. 
Zur Serienausstattung gehörten vordere Einzelsitze mit Kunstlederbezug und Sportlenkrad. 
Den Antrieb übernahmen zunächst wahlweise ein 2,3-Liter-Vierzylinder-Reihenmotor (140 in3) mit Einfachvergaser der 78 netto SAE-PS (nhp) bei 4200/min (51 kW) leistet oder optional mit Doppelvergaser und dann 87 SAE-PS (65 kW). Gegen Aufpreis waren V8-Motoren mit 4,3 Litern (262 in3) mit 110 SAE-PS bei 3600/min (81 kW) oder 5,7 Litern Hubraum (350 in3) und 125 SAE-PS (93 kW) aus dem Chevrolet Nova bestellbar. Der letztgenannte kostet 296 USD extra. 
Manuelle Vier- oder Fünfgang-Schaltgetriebe, letzteres mit Schongang, oder ein Dreigangautomatik-Getriebe mit Schalthebel auf dem Mitteltunnel waren verfügbar. Die Vorderräder waren mit Bremsscheiben bestückt, hinten verwendete man Trommelbremsen. Ein Bremskraftverstärker war als Extra verfügbar. 
Das Basismodell kostete 3648 USD, der Monza 2+2 war ab 3953 USD erhältlich und das Towne Coupe ab 3570 USD. Insgesamt verließen im ersten Modelljahr 66.615 Fahrzeuge die Werke. 

### 1976
Alle Chevrolets bekamen ein System, um bei einem Fahrzeugüberschlag das Auslaufen von Benzin zu verhindern sowie bessere Bremsen und eine bessere Rostvorsorge. Der Monza 2+2 wurde von der Fachzeitschrift Motor Trend zum „Auto des Jahres“ gewählt. Die Basisvariante Monza S entfiel. 
Das Towne Coupe war auf Wunsch auch mit der Frontpartie des 2+2 lieferbar, ferner als Luxusausführung mit „Cabriolet“-Paket für 256 USD, welches ein Vinyldach, Chromzierrat und weiteres umfasste. Die Einführung des Monza Spyder als Sportversion von Fließ- und Stufenheckmodell mit Sportfahrwerk und gehobener Ausstattung mit allen Motorisierungen erfolgte. 
Der Basis-2,3-Liter-Vierzylinder leistete nur noch 70 SAE-PS, die Version mit Doppelvergaser entwickelte noch 84 SAE-PS. Neu war ein Fünfliter-V8 (305 in3) mit 140 SAE-PS (103 kW) bei 3800/min, der den 5,7-Liter ersetzte. Rund 81.000 Monza wurde produziert. 

### 1977
Es gab keine wesentlichen Änderungen des Designs. Die Rückleuchten des Towne Coupe waren jetzt dreifarbig ausgeführt. Das „Cabriolet“-Paket entfiel wieder, jedoch waren das Vinyldach und die kleinen „Opernfenster“ in den C-Säulen noch bestellbar. Als Extra war nun eine Intervallfunktion des Scheibenwischers bestellbar. 
Auf Grund der amerikanischen Effizienz-Kampagne gab des die Variante des 2,3-Liter-Motors mit Einfachvergaser nicht mehr, ebenfalls entfiel der 4,3-Liter-Motor ganz. Der verblieben 2,3 Liter mit Zweifachvergaser wurde um eine Einrichtung namens „Pulse-Air“ ergänzt, welche den Schadstoffausstoß minimieren sollte. Der 5 Liter leistete jetzt 145 SAE-PS und kostet 205 USD mehr. Das Automatikgetriebe und das manuelle 5-Gang-Getriebe waren zu einem Aufpreis von 248 USD bestellbar. 
Zwei neue Spyder-Pakete standen (nur mehr für den 2+2) im Angebot, einmal ein reines Optik-Paket mit Zierstreifen und Spoilern, zum anderen als Performance-Paket, in dem Sportfahrwerk u. a. enthalten waren. Im Frühjahr 1977 debütierte das limitierte Sondermodell Monza Mirage, ebenfalls mit sportiver Aufmachung und Ausstattung. Es enthielt bereits den 5-Liter-V8 sowie ein Sportfahrwerk und verschiedene sportliche Elemente. 
Der 2+2 kostete mit dem 4-Zylinder-Motor 3840 USD, mit V8 mindestens 4045 USD. Von ihm wurde 39.215 Fahrzeuge verkauft, 24.681 davon hatten einen V8. Für das Towne Coupe musste der Kunde nur 3560 USD mit vier Zylindern und 3765 USD bei acht Zylinder zahlen. Es wurde 34.133 Mal gebaut. Auch hiervon hatte die Mehrzahl einen V8 und zwar 24.681 Stück. Chevrolet produzierte im Modelljahr insgesamt 2.079.798 Fahrzeuge. 

### 1978
Für das Modelljahr erfolgte eine Neuordnung des Programms mit dem Monza S (Serie M) als Basismodell mit konventioneller Frontpartie und  zwei runden Scheinwerfern als Fließheckcoupé sowie als Stufenheck- und Heckklappencoupé und Kombi. Letzterer war eine Übernahme der entsprechenden Varianten des eingestellten Chevrolet Vega. Dazu gab es den Monza Sport mit Kunststofffront und vier quadratischen Scheinwerfern als Stufen- und 2+2-Fließheckcoupé in der Serie R. 
Geändert zeigte sich auch die Motorenpalette; den Aluminium-2,3-Liter ersetzte ein gusseiserner 2,5-Liter-Vierzylinder (151 in3) mit 85 SAE-PS bei 4400/min, ferner gab es einen neuen 3,2-Liter-V6 (196 in3) mit Doppelvergaser und 90 SAE-PS (66 kW) und den bekannten Fünfliter. Für Kalifornien wurde ein 3,8-Liter-V6 (231 in3) mit Doppelvergaser der Konzerntochter Buick angeboten, der 105 SAE-PS leistete. Die Scheibenbremsen waren von nun an innenbelüftet. 
Durch den Wegfall des kleineren Vega und die hinzugekommenen Karosserievarianten verkaufte sich der Monza in diesem Jahr deutlich besser. Insgesamt entschieden sich rund 140.000 Käufer für einen Monza bei einer Preisspanne von 3462 bis 4077 USD. 

### 1979
Es wurden Änderungen am Zylinderkopf und dem Vergaser des Basis-Vierzylinders vorgenommen, die eine höhere Leistung von 66 kW (90 SAE-PS) erreichten, als neues Triebwerk war der, bisher nur in Kalifornien angebotene, 3,8-Liter-V6 mit 85 kW (115 SAE-PS) verfügbar, der 3,2-Liter leistet jetzt 77 kW (105 SAE-PS), der Fünfliter fällt auf 96 kW (130 SAE-PS) zurück. Der Monza bekam höhere Sitzlehnen vorn und getönte Scheiben. 
Im Jahr entstanden 163.833 Monza. 

### 1980
Im letzten Produktionsjahr entfiel der 3,2-Liter-V6 und der Achtzylinder. Monza Spyder mit geänderten, aber weiterhin sehr auffälligen Zierstreifen. Der Vierzylinder leistet jetzt 63 kW (86 SAE-PS), der Sechszylinder 81 kW (110 SAE-PS). Die Automatikgetriebe bekamen eine Wandlerbrücke.
Insgesamt entstanden vom Chevrolet Monza rund 700.000 Exemplare; ironischerweise fiel das Modell nach seinem erfolgreichsten Jahr (mit 169.000 Stück) aus dem Programm, um dem Chevrolet Cavalier Platz zu machen, der sich in seinem ersten, überlangen Modelljahr gerade einmal 190.000 Mal verkaufte, obwohl es ihn als komplette Modellfamilie (Limousine, Coupé, Kombi) gab.

## Galerie

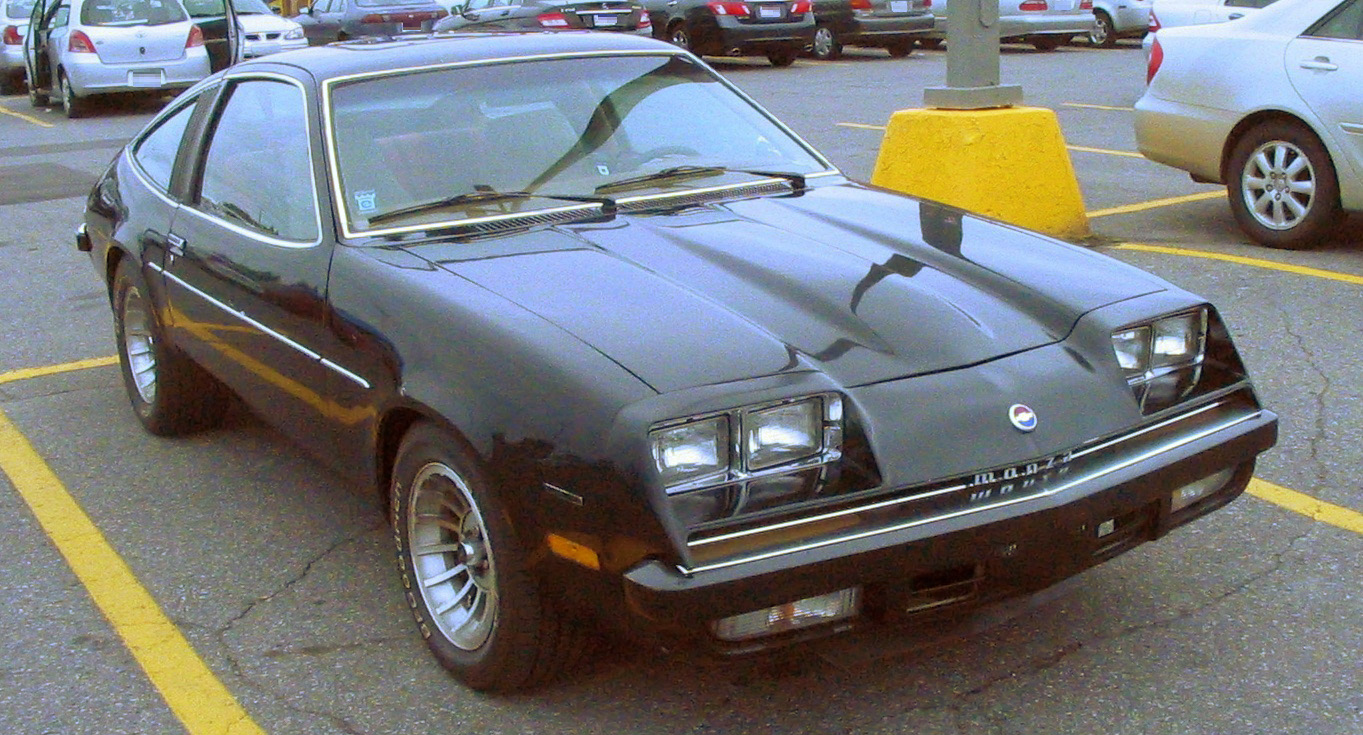
1975 Coupé
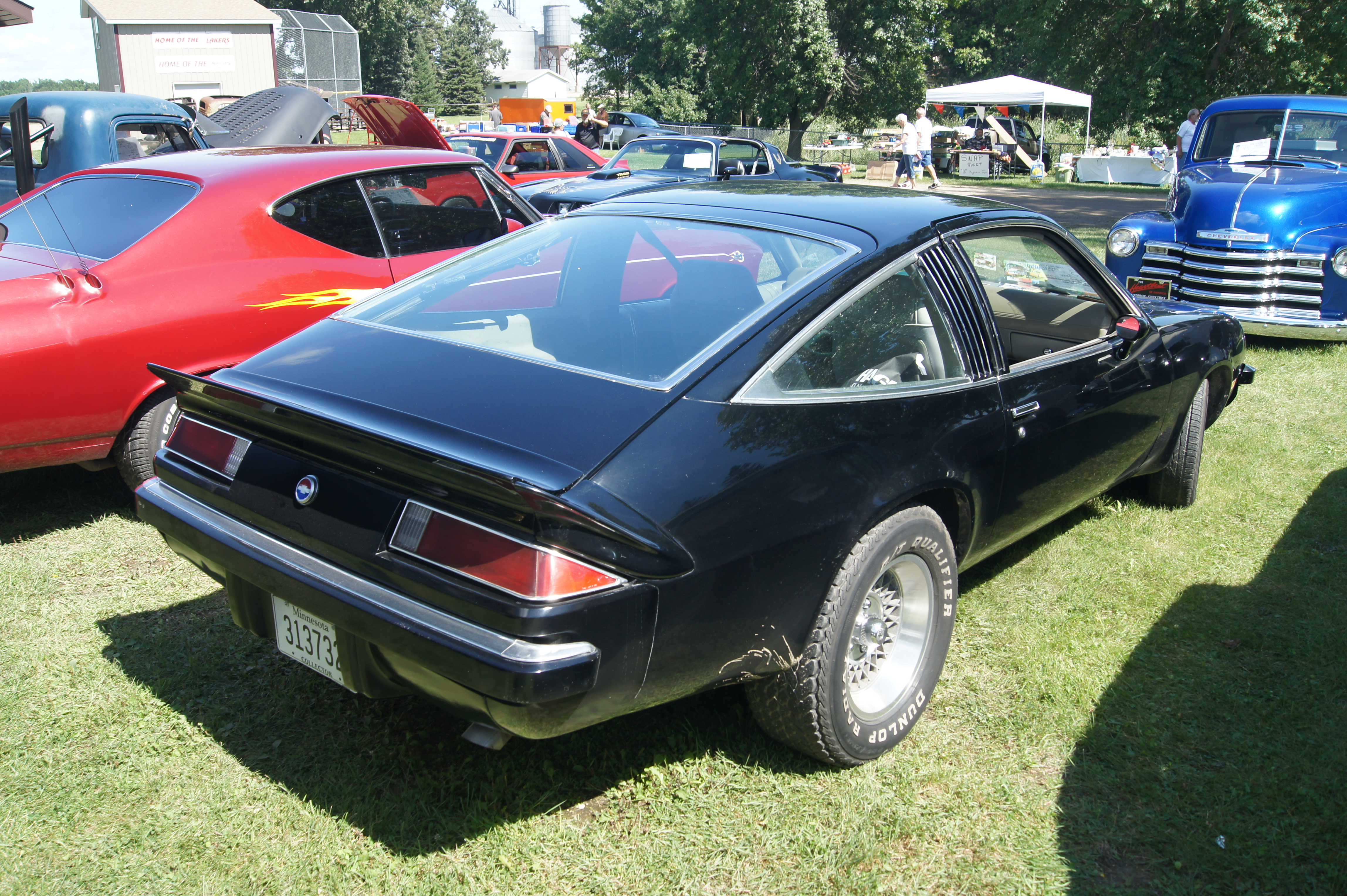
1975 Coupé
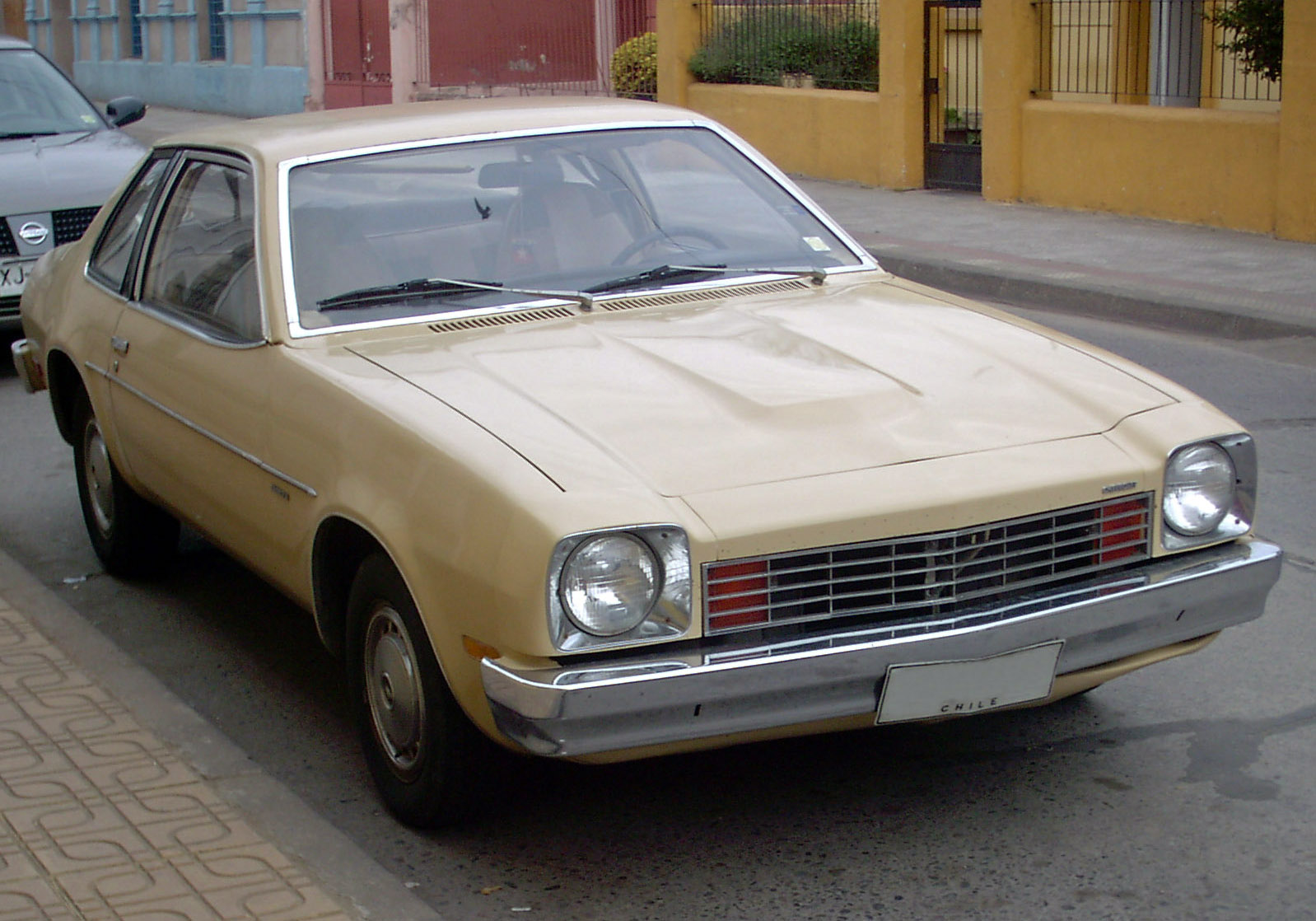
1977 Towne Coupe
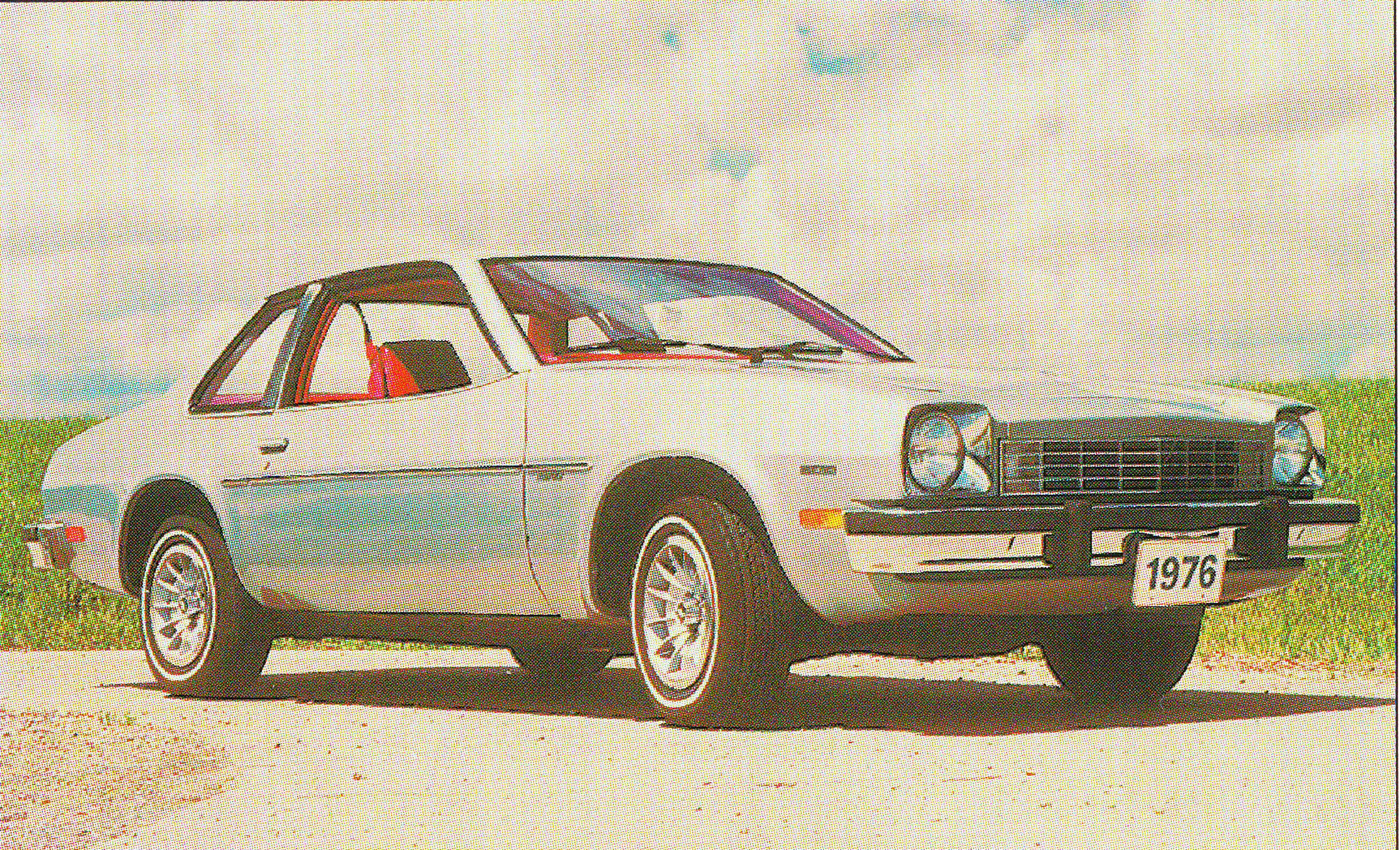
1976 Coupé
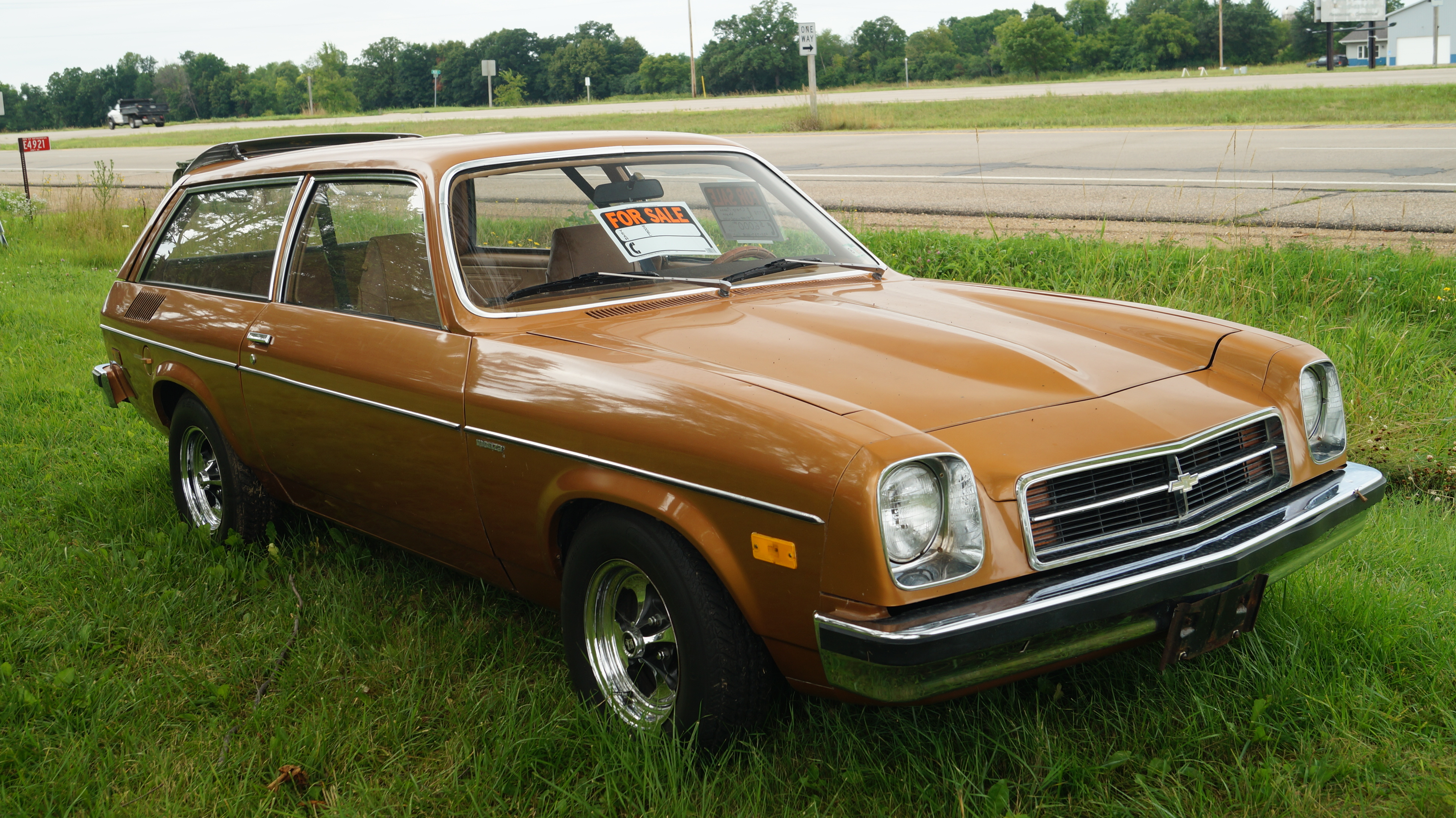
1978 Kombi
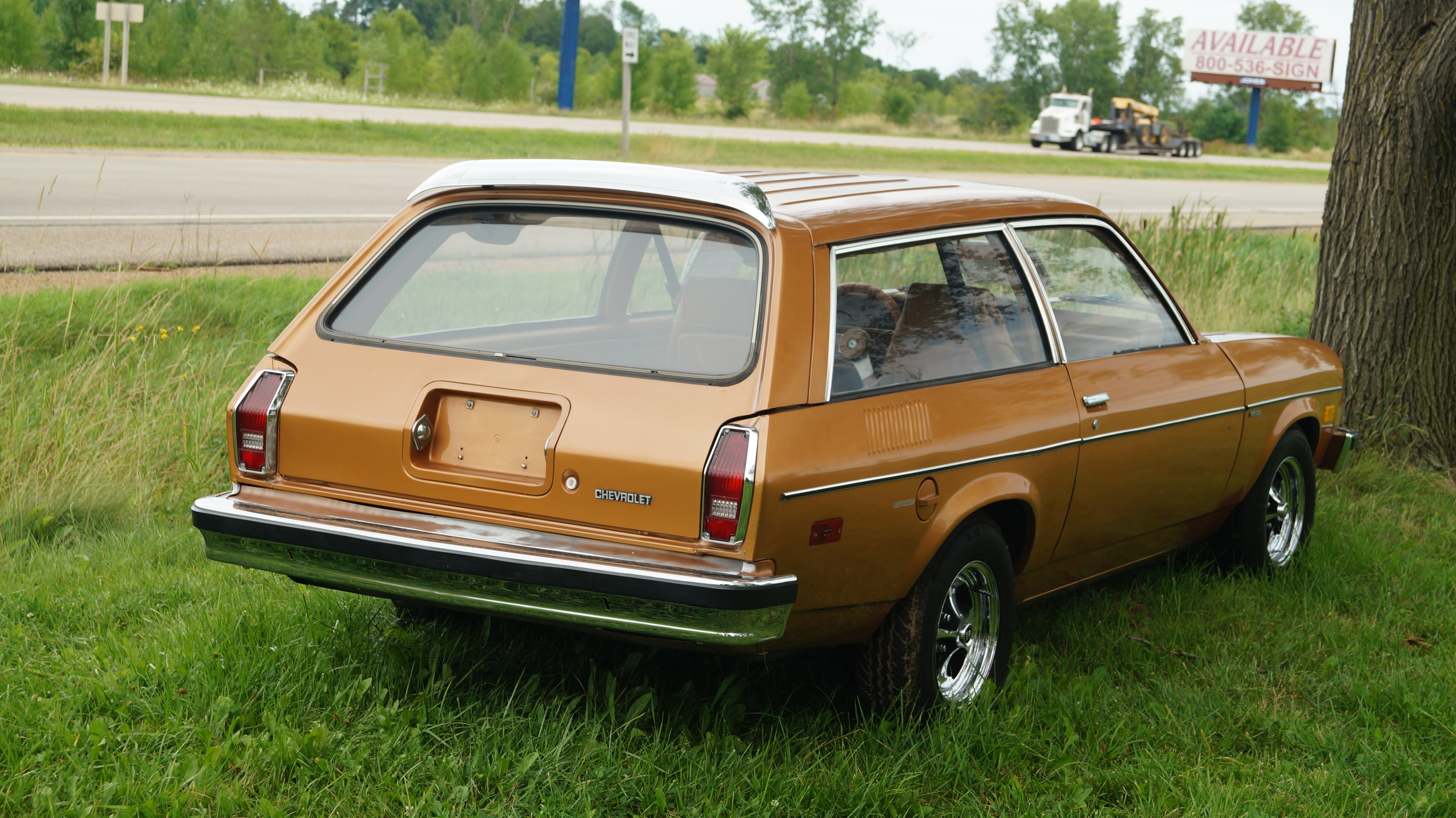
1978 Kombi
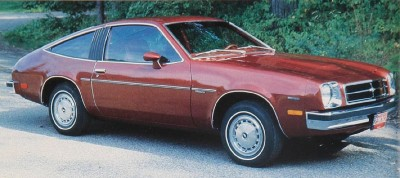
1978 Coupé
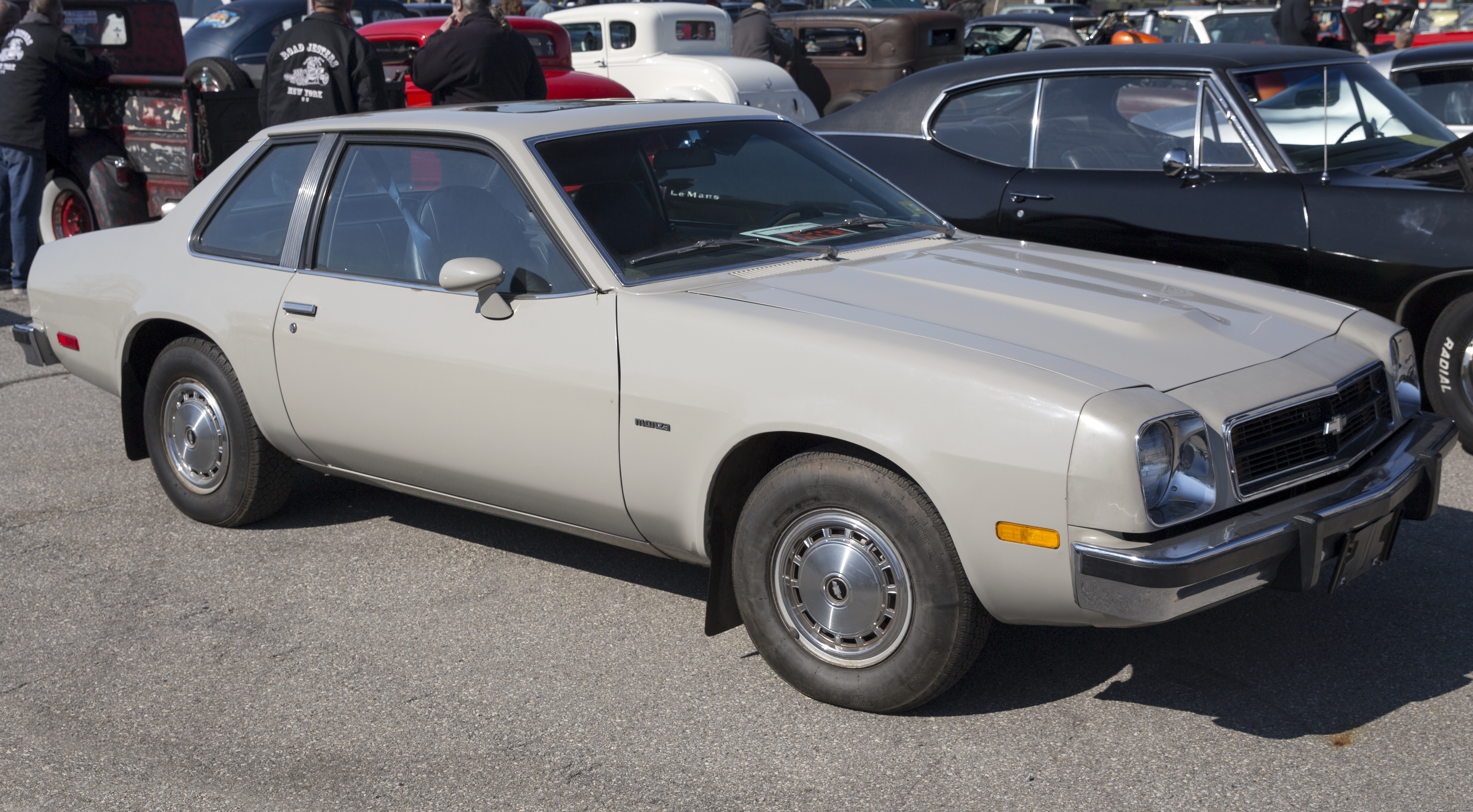
1980 Towne Coupe
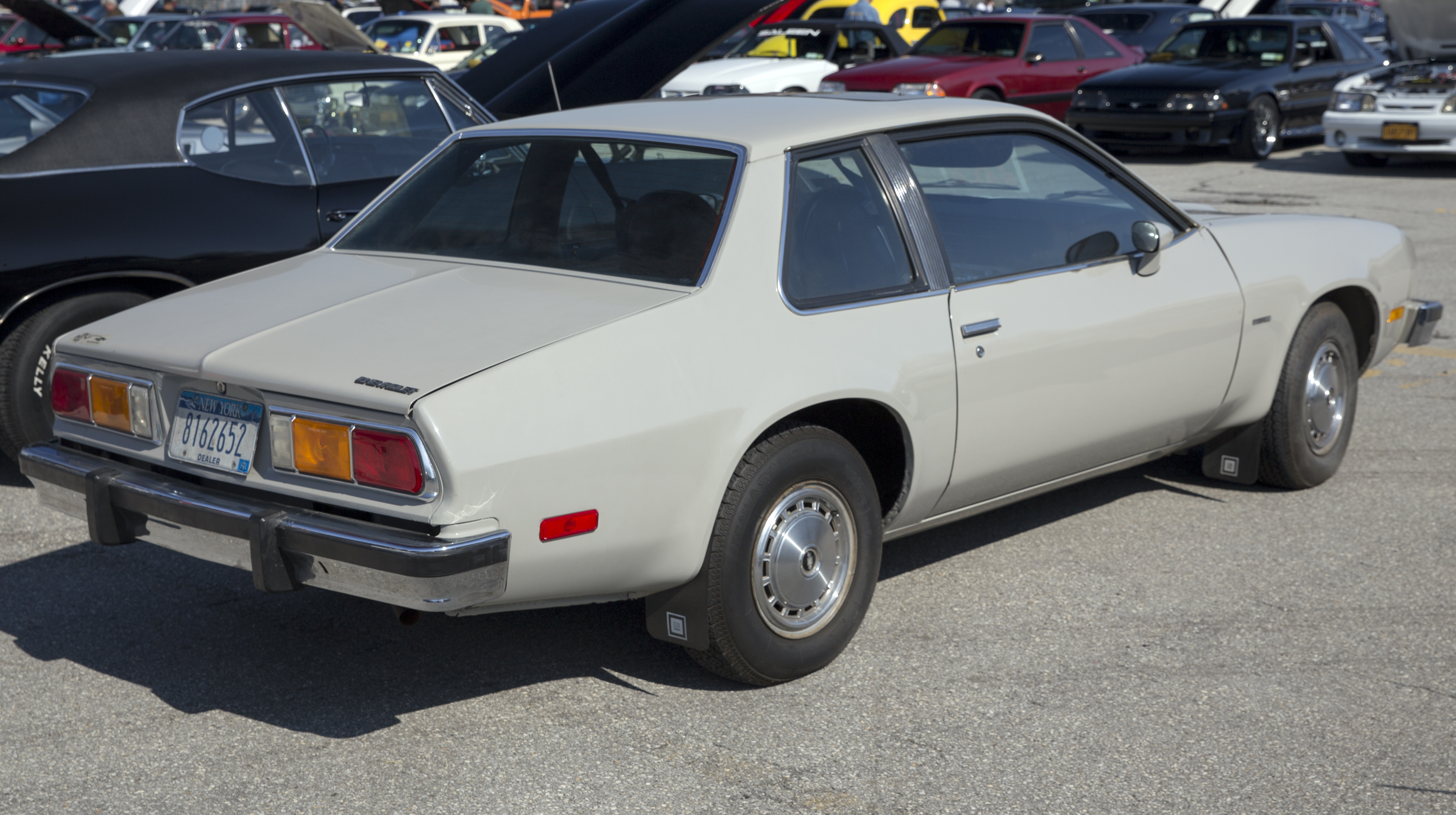
1980 Towne Coupe